# Thranius ornatus
Thranius ornatus là một loài bọ cánh cứng trong họ Cerambycidae.